# Igor Hinić
Igor Hinić (Rijeka, 4. prosinca 1975.), hrvatski vaterpolist. 

## Igračka karijera
Član je VK Lošinj. Igra na poziciji centra Nastupio je za hrvatsku vaterpolsku reprezentaciju 417 puta, a premijerni nastup imao je 1995. Osvojio je srebro na Olimpijskim igrama 1996. u Atlanti, dvije srebrne medalje na Europskim prvenstvima 1999. u Firenzi i 2003. u Kranju i zlatne medalje na Svjetskom prvenstvu u Melbourneu 2007. i Europskom prvenstvu 2010. u Zagrebu. Sudjelovao je i na Olimpijskim igrama 2000., 2004. i 2008. 2006. igrao je za "Jadran" iz Kostrene pobjednika Treće vaterpolo lige – Sjever.
Kao član reprezentacije 1996. godine dobitnik je Državne nagrade za šport "Franjo Bučar".
2010 dobitnik je godisnje Državne nagrade za šport "Franjo Bučar".

### Klubovi
- 1990. – 2000. - Primorje, Rijeka
- 2000. – 2001. - Roma
- 2006 Jadran Kostrena
- 2001. – 2008. - Brescia
- 2008.-? VK Mladost, Zagreb